# 253536 Тимченко
253536 Тимченко (253536 Tymchenko, 2003 SB215) — мала планета Сонячної системи. Відкрита 22 вересня 2003 року в Андрушівській астрономічній обсерваторії (Україна). Обертається на відстані 2,2622832 а.о. від Сонця з періодом обертання 3,40 років.

## Характеристики
Астероїд має ексцентриситет орбіти 0,0412604, нахил орбіти — 5,57840°. Перигелій знаходиться на відстані 2,1689405 а.о. від Сонця, афелій — 2,3556259 а.о. Абсолютна зоряна величина астероїда — 15,8.